# Biskupi elbląscy
Biskupi elbląscy – biskupi diecezjalni i biskupi pomocniczy diecezji elbląskiej.

## Biskupi

### Biskupi diecezjalni
| Lata urzędowania | Biskup | Biskup            | Uwagi |
| ---------------- | ------ | ----------------- | ----- |
| 1992–2003        |        | Andrzej Śliwiński |       |
| 2003–2014        |        | Jan Styrna        |       |
| od 2014          |        | Jacek Jezierski   |       |

### Biskupi pomocniczy
| Lata urzędowania | Biskup | Biskup            | Uwagi |
| ---------------- | ------ | ----------------- | ----- |
| 1992–2015        |        | Józef Wysocki     |       |
| od 2019          |        | Wojciech Skibicki |       |